# Тальгайм-ан-дер-Тур
Тальгайм-ан-дер-Тур (нім. Thalheim an der Thur) — громада  в Швейцарії в кантоні Цюрих, округ Андельфінген.

## Географія
Громада розташована на відстані близько 125 км на північний схід від Берна, 28 км на північний схід від Цюриха.
Тальгайм-ан-дер-Тур має площу 6,4 км², з яких на 9% дозволяється будівництво (житлове та будівництво доріг), 65,6% використовуються в сільськогосподарських цілях, 21,2% зайнято лісами, 4,2% не є продуктивними (річки, льодовики або гори).

## Демографія
2019 року в громаді мешкало 938 осіб (+14,7% порівняно з 2010 роком), іноземців було 9,6%. Густота населення становила 146 осіб/км².
За віковим діапазоном населення розподілялося таким чином: 23,2% — особи молодші 20 років, 60,4% — особи у віці 20—64 років, 16,3% — особи у віці 65 років та старші. Було 383 помешкань (у середньому 2,4 особи в помешканні).
Із загальної кількості 256 працюючих 52 було зайнятих в первинному секторі, 72 — в обробній промисловості, 132 — в галузі послуг.